# Stazione di Fornovo
Stazione di Fornovo vasútállomás Olaszországban, Fornovo di Taro településen.

## Vasútvonalak
Az állomást az alábbi vasútvonalak érintik:
- Parma–La Spezia-vasútvonal
- Fidenza-Fornovo-vasútvonal

## Kapcsolódó állomások
A vasútállomáshoz az alábbi állomások vannak a legközelebb:
- Stazione di Ozzano Taro (Parma–La Spezia-vasútvonal)
- Stazione di Citerna Taro (Parma–La Spezia-vasútvonal)
- Stazione di Medesano (Fidenza-Fornovo-vasútvonal)